# Jakob Neser
Jakob Neser (* 30. Dezember 1883 in Friesenheim als Jacob Neser; † 25. Mai 1965 in Ludwigshafen am Rhein) war ein deutscher Ringer aus der Frühzeit des modernen Ringens.
Jakob Neser, Sohn des Fabrikarbeiters Konrad Neser, stammt aus der Ringerhochburg Friesenheim bei Ludwigshafen am Rhein. Als junger Mann kam er zum Ringen und entwickelte sich zu einem bedeutenden Turnierringer in der Zeit kurz vor bzw. nach dem Ersten Weltkrieg. Wie damals üblich rang er nur im griechisch-römischen Stil (GR). Er wog zwischen 88 und 90 kg und rang im Schwergewicht (S), wobei zu bemerken ist, dass die Gewichtsklasseneinteilungen damals noch häufiger schwankten.
Von Jakob Neser sind folgende Resultate bekannt:
- 1911, 1. Platz, inoffizielle Weltmeisterschaft in Stuttgart, GR, S (+85 kg), vor Jean Hauptmanns, Albert Laichinger, Hermann Gässler und Heinrich Bohlen, alle Deutschland;
- 1912, 2. Platz, inoffizielle Europameisterschaft in Wien, GR, S (+85 kg), hinter Karl Bauernfeind und vor Franz Mileder, Franz Wagner, alle Österreich, und Raul Vutske, Russland;
- 1912, 4. Platz, Olympische Spiele in Stockholm, GR, S (+82,5 kg), hinter Yrjö Saarela, Finnland, John Olin, Finnland, Sören Marius Jensen, Dänemark, und vor Emil Backenius, Kale Viljamaa und Adolf Lindfors, alle Finnland. Jakob Neser besiegte Kalle Viljamaa, Finnland, Nikolai Farnest, Russland, Adolf Lindfors, Finnland, und Barend Bonneveld, Niederlande, und unterlag gegen John Olin und Yrjo Saarela;
- 1913, Städtekampf Nürnberg – Ludwigshafen am Rhein, Schulterniederlage gegen Karl Döppel, Nürnberg;
- 1913, 2. Platz, inoffizielle Weltmeisterschaft in Breslau, GR, S (+82,5 kg), hinter Anders Ahlgren, Schweden, und vor Karl Hertel, Deutschland, und Gustav Lindstrand, Schweden
- 1920, 2. Platz, Deutsche Meisterschaft in München, GR, S, hinter Karl Döppel und vor Heinrich Bock, Köln